# 土壌雨量指数
土壌雨量指数（どじょううりょうしすう）とは、降った雨による土砂災害危険度の高まりを把握するための指標である。これまでの降雨と今後数時間に降ると予想される雨等の雨量データから「タンクモデル」という手法を用いて、降雨がどの程度土壌中に蓄えられているかを推定し数値化したものである。山崩れ・崖崩れ・土石流との対応が良いことが検証されており、大雨警報や注意報、土砂災害警戒情報、大雨特別警報の発表基準に用いられるようになった。

## 概要
気象災害の中でも、山崩れ、崖崩れの発生タイミングとの相関が高い。
土砂災害による死者の9割以上は土壌雨量指数で10年に一度程度、あるいはさらに稀と推定される大雨で発生している。
解析雨量により実況の土壌雨量指数を算出して土砂災害の危険度の高まりを把握し、さらに降水短時間予報からで数時間先までの土壌雨量指数も推定することで、避難行動が可能な時点で（土砂災害のが発生する前）に大雨警報や土砂災害警戒情報を発表することが可能になった。

平坦地ばかり、あるいは土砂災害発生の可能性がある山林が無いなどの理由で東京都中央区や富山県舟橋村のように土壌雨量指数の基準値が設定されていない（土砂災害に関する大雨警報が発表されない）自治体もある。